# Les Footballeurs
Les Footballeurs est une série d'une quinzaine d'huiles sur toile ou sur carton de Nicolas de Staël réalisée en 1952, à Paris.
Certains tableaux de la série sont intitulés Le Parc des Princes : les footballeurs, et d'autres Les Footballeurs (Parc des princes). Mais le tableau Le Parc des Princes ne peut être confondu avec ceux-là car il offre un traitement différent du même sujet, avec des formats beaucoup plus grands.
Une grande partie de la série Les Footballeurs a été exposée dans la rétrospective Nicolas de Staël de 2003 au Musée national d'Art moderne, Paris, ainsi que celle de 2010 à la Fondation Gianadda, Martigny, Suisse, qui portait sur les œuvres de 1945 à 1955.
Un des tableaux de la série (celui qui fait l'objet de l'encadré) est une huile sur toile de 64 × 81 cm; il appartient à la Fondation Gianadda de Martigny. Il a la particularité d'être localisable, ce qui n'est pas le cas pour tous les tableaux de la série. Celui-ci est une huile sur toile, d'autres sont des huiles sur carton comme indiqué dans la liste.

## La série
| Registre | Œuvre                 | Date | Format                             | Dimensions (cm) | Musée                                                             | Ville           | Réf.   |
| -------- | --------------------- | ---- | ---------------------------------- | --------------- | ----------------------------------------------------------------- | --------------- | ------ |
|          | Les Footballeurs I    | 1952 | huile sur toile                    | 25 × 32 cm      | Galerie Jeanne Bucher                                             | Paris           | [ 2 ]  |
|          | Les Footballeurs II   | 1952 | huile sur toile                    | 16 × 22 cm      | Musée des beaux-arts de Dijon                                     | Dijon           | [ 3 ]  |
|          | Les Footballeurs III  | 1952 | huile sur toile                    | 14 × 22 cm      | Musée des beaux-arts de Dijon                                     | Dijon           | [ 4 ]  |
|          | Les Footballeurs IV   | 1952 | huile sur toile                    | 19 × 22 cm      | Musée des beaux-arts de Dijon                                     | Dijon           | [ 4 ]  |
|          | Les Footballeurs V    | 1952 | huile sur toile                    | 22 × 27 cm      | Musée des beaux-arts de Dijon                                     | Dijon           | [ 5 ]  |
|          | Les Footballeurs VI   | 1952 | huile sur toile                    | 19 × 27 cm      | Musée des beaux-arts de Dijon                                     | Dijon           | [ 5 ]  |
|          | Les Footballeurs VII  | 1952 | huile sur carton                   | 61 × 74,9 cm    | Museum of Contemporary Art                                        | Los Angeles     | ,      |
|          | Les Footballeurs VIII | 1952 | huile sur toile                    | 81 × 65 cm      | Modern Art Museum of Fort Worth                                   | Fort Worth      | [ 7 ]  |
|          | Les Footballeurs IX   | 1952 | huile sur toile                    | 19 × 27 cm      | Collection de la galerie Cazeau-Béraudière                        | Paris           | [ 3 ]  |
|          | Les Footballeurs X    | 1952 | huile sur toile                    | 81 × 65 cm      | Collection privée                                                 | NC              | [ 8 ]  |
|          | Les Footballeurs XI   | 1952 | huile sur toile                    | 65 × 81 cm      | Collection de la Galerie Daniel Malingue                          | Paris           | [ 9 ]  |
|          | Les Footballeurs XII  | 1952 | huile sur toile                    | 80 × 65 cm      | Donation anonyme à l'État français sous réserve d'usufruit (2000) | Aix-en-Provence | [ 10 ] |
|          | Les Footballeurs XIII | 1952 | huile sur toile                    | 81 × 65 cm      | Collection privée                                                 | NC              | [ 11 ] |
|          | Les Footballeurs XIV  | 1952 | huile sur carton                   | 22,5 × 16,3 cm  | Collection privée                                                 | NC              | [ 12 ] |
|          | Les Footballeurs XV   | 1952 | huile sur toile                    | 25 × 32 cm      | Collection privée                                                 | Paris           | [ 12 ] |
|          | Les Footballeurs XVI  | 1952 | huile sur carton marouflé sur bois | 13 × 16,5 cm    | Collection privée                                                 | NC              | [ 12 ] |

## Contexte
L'année 1952 a commencé par une exposition décevante. À Londres à la Matthiesen Gallery où 26 tableaux de Staël ont été présentés, le vernissage est mondain mais il n'a eu aucun succès.
Staël est un peu ébranlé, Londres le fait douter. Mais bientôt un évènement fait exploser son enthousiasme. Le 26 mars 1952 a lieu au Parc des Princes le match de football France-Suède auquel Staël assiste avec sa femme. Le peintre ressort du stade transformé, habité par les couleurs qu'il veut immédiatement porter sur la toile.
Il passe la nuit à peindre dans son atelier, commençant une série de petites ébauches qui vont devenir Les Footballeurs , sujet qu'il traite avec de très vives couleurs dans plus d'une quinzaine de tableaux qui vont du petit au grand format, huiles sur toile ou huiles sur carton. Staël se livre tout entier à sa passion des couleurs et du mouvement. Le clou de ce travail, après cette nuit passée sur les ébauches des footballeurs, apparaît au bout d'une semaine. C'est Le Parc des Princes, qui va faire l'objet de vives critiques, lesquelles contribuent à éloigner Staël encore davantage de l'art abstrait dont il s'était déjà détaché.

## Description
Le sujet principal d'à peu près tous les tableaux est une vue rapprochée et très colorée des joueurs en groupe, ou légèrement isolés. La toile de la Fondation Gianadda est construite sur une harmonie de bleu, de blanc et de rouge. On y voit au centre le bloc massif des joueurs composés de carreaux de couleur. Staël a utilisé un châssis de même format en le retournant à la verticale pour composer Les Footballeurs X aux contrastes plus violents, avec une pâte plus mince. Cette œuvre où une silhouette jaune apparaît sur une grande plage de rouge, annonce déjà les grandes marines méditerranéennes que le peintre développera par la suite. Elle diffère beaucoup des autres peintures de la même série
Ce format vertical : 81 × 65 cm, Staël l'utilise plusieurs fois, notamment pour Les Footballeurs X où il a développé intensément la couleur et le mouvement. Là se dégage une impression de vitesse avec une silhouette au premier plan, jambe levée, qui peut tout autant avoir lancé la balle que s'apprêter à la réceptionner. Les joueurs sont beaucoup plus détaillés que dans les autres toiles, avec de larges empâtements à la truelle.
C'est ce même format et cette même technique qu'il choisit pour Les Footballeurs XIII. Pour les petits formats du Musée de Dijon, c'est également le mouvement et l'éclatement de la couleur qui prime.

## Réception et critique
On ne peut pas dissocier la réception des Footballeurs de celle du Parc des Princes . Ceux qu'il appelait " le gang de l'abstraction avant" dans une lettre à Bernard Dorival, ne ménagent pas leurs critiques sur celui qui a "dévié". Comme Jean Arp ou Jean Hélion, Staël est déclaré coupable d'avoir abandonné ses recherches abstraites, il est traité de contrevenant politique selon l'expression d'André Lhote, c'est-à-dire d'avoir abandonné l'abstraction pour le figuratif.
Cette querelle sur l'abstraction et le figuratif faisait dire à André Breton : « Le novateur authentique, à qui marchands et critiques défendent aujourd'hui, pour des raisons de vogue, toute autre voie que celle du non-figuratif n'a pas grande chance de s'imposer. »
Pourtant ces œuvres vaudront à de Staël l'admiration du grand marchand d'art de New York Paul Rosenberg et celle du public américain au point qu'il va être dès l'année suivante un des peintres les plus achetés aux États-Unis.
Louis Aragon écrit beaucoup plus tard: 

« [...] J’ai connu Gris et je connais Chagall. 
J’ai connu Miró, Max Ernst, André Masson, Fernand Léger. 
J’ai passé sans le voir Nicolas de Staël. 
On ne prend pas à coup sûr la modulation de fréquence qu’il faudrait [...] »